# Otis F. Glenn
Otis Ferguson Glenn, född 27 augusti 1879 i Mattoon, Illinois, död 11 mars 1959 i Manistee County, Michigan, var en amerikansk republikansk politiker. Han representerade delstaten Illinois i USA:s senat 1928–1933.
Glenn utexaminerades 1900 från juridiska fakulteten vid University of Illinois. Han arbetade som advokat i Murphysboro och var åklagare i Jackson County 1906–1908 och 1916–1920.
Glenn var ledamot av delstatens senat 1920–1924. Senator William B. McKinley avled 1926 i ämbetet och mandatet förblev vakant i nästan två år i och med att Frank L. Smith nekades tillträde på grund av en korruptionsskandal och anklagelser om valfusk. Till sist fyllnadsvaldes Glenn till senaten år 1928. Han besegrades av utmanaren William H. Dieterich i senatsvalet 1932. Republikanerna i Illinois nominerade Glenn på nytt i senatsvalet 1936 som han förlorade mot den sittande senatorn J. Hamilton Lewis.